# Come & Go
«Come & Go» (en español, «Viene y Va») es una canción del rapero estadounidense Juice Wrld y el productor estadounidense Marshmello. Fue lanzado el 9 de julio de 2020 como el cuarto sencillo del tercer álbum de estudio Legends Never Die. Debutó en el número dos en el Billboard Hot 100, igualando a «Lucid Dreams» como su canción más alta en las listas. También es la segunda canción de Marshmello que se ubica en el top 10 del Hot 100, igualando a «Happier» (con Bastille) como su canción más alta en las listas.

## Antecedentes
Juice adelantó una demostración aproximada de la canción en 2018. La pista luego se filtró con las numerosas demostraciones de las pistas en enero de 2020 junto con Righteous & Tell Me U Luv Me.
Poco antes del lanzamiento de la canción, Marshmello se dirigió a Twitter para hablar sobre su relación con Higgins, diciendo que el rapero era «una de las personas más talentosas que he conocido» y que ambos estaban «constantemente en la misma página cuando llegó. a la música».

## Composición y letra
Jon Blistein de Rolling Stone concluyó que «la pista encuentra a Juice Wrld esforzándose por ser un mejor hombre sobre un bucle de guitarra atmosférico que pronto es empujado hacia el borde por los golpes de la batería», mientras que, sonoramente, Juice Wrld mezcla «su hip-hop con inflexión pop-punk con la gran carpa EDM de Marshmello». According to Aleia Woods of XXL, the song «has a punk-rock and EDM feel with heavy guitar strums». Según Aleia Woods de XXL, la canción «tiene un toque punk-rock y EDM con fuertes rasgueos de guitarra». Jordan Darville, de The Fader, sintió que la canción «es un intento de cumplir la promesa de Juice WRLD de estrellato mundial del pop, trágicamente incumplida por su muerte a los 21 años por una sobredosis accidental de drogas». Líricamente, Jon Powell de Revolt pensó que la canción veía al «difunto rapero hablando de sus inseguridades con su pareja» con líneas como «Trato de ser todo lo que puedo, pero a veces, salgo como si nada».

## Posicionamiento en lista
| Lista (2020)                                | Posiciones |
| ------------------------------------------- | ---------- |
| Alemania (Offizielle Deutsche Charts)       | 38         |
| Australia (ARIA)                            | 4          |
| Australia Urban (ARIA)                      | 3          |
| Austria (Ö3 Austria Top 40)                 | 15         |
| Bélgica (Flandes) (Ultratop 50)             | 47         |
| Bélgica (Valonia) (Ultratip Bubbling Under) | 13         |
| Canadá (Canadian Hot 100)                   | 4          |
| República Checa (Singles Digitál Top 100)   | 12         |
| Dinamarca (Tracklisten)                     | 15         |
| Finland (Suomen virallinen lista)           | 18         |
| Francia (SNEP)                              | 146        |
| Global 200 (Billboard)                      | 26         |
| Greece (IFPI)                               | 22         |
| Hungría (Stream Top 40)                     | 14         |
| Irlanda (IRMA)                              | 6          |
| Italia (FIMI)                               | 94         |
| Lithuania (AGATA)                           | 24         |
| Países Bajos (Mega Single Top 100)          | 27         |
| Nueva Zelanda (Recorded Music NZ)           | 8          |
| Noruega (VG-lista)                          | 9          |
| Portugal (AFP)                              | 46         |
| Escocia (Scottish Singles Sales Chart)      | 52         |
| Singapore (RIAS)                            | 18         |
| Eslovaquia (Singles Digitál Top 100)        | 40         |
| Suecia (Sverigetopplistan)                  | 7          |
| Suiza (Schweizer Hitparade)                 | 21         |
| Reino Unido (UK Singles Chart)              | 9          |
| Estados Unidos (Billboard Hot 100)          | 2          |
| Estados Unidos (Adult Top 40)               | 31         |
| Estados Unidos (Alternative Airplay)        | 7          |
| Estados Unidos (Mainstream Top 40)          | 10         |
| Estados Unidos (Rhythmic)                   | 30         |
| US Rolling Stone Top 100                    | 1          |